# ادوارد پرنکوف
ادوارد پرنکوف (۲۴ نوامبر ۱۸۸۸ – ۱۷ آوریل ۱۹۵۵) استاد آناتومی اتریشی بود که به‌عنوان رئیس دانشگاه وین خدمت کرد همان جایی که در آن تحصیل کرده بود. وی به خاطر اطلس آناتومی هفت جلدی ،Topographische Anatomie des Menschen شناخته شده است. اطلس توپوگرافی و کاربردی آناتومی انسانی؛ به عنوان اطلس پرنکوف شناخته می‌شود، که توسط پرنکوف و چهار هنرمند طی دوره زمانی بیش از ۲۰ سال تهیه شد. اطلس پرنکوف به عنوان یک اثر علمی و هنری مد نظر بوده است، با وجود آن که بسیاری از صفحات رنگی آن در نشریات دیگر و کتاب‌های درسی تجدید چاپ شده است، ولی معلوم شده است که پرنکوف و همکاران او از اعضای نازی‌ها بوده‌اند و از جسد زندانیان سیاسی اعدام شده برای به‌وجود آوردن اطلس استفاده کرده‌اند.